# Thamnophilus bridgesi
Thamnophilus bridgesi е вид птица от семейство Thamnophilidae.

## Разпространение
Видът е разпространен в Коста Рика и Панама.